# Антигва и Барбуда на Светском првенству у атлетици на отвореном 2009.
Антигва и Барбуда су на Светском првенству у атлетици на отвореном 2009. одржаном у Берлину 15. до 23. августа учествовали дванаести пут, односно учествовали на сви светским првенствима одржаним до данас. Репрезентацију Антигве и Барбуде представљала су два такмичара у две дисциплине.
На овом првенству Антигва и Барбуда није освојио ниједну медаљу али је оборен један лични рекорд. У табели успешности према броју и пласману такмичара који су учествовали у финалним такмичењима (првих 8 такмичара) Антигва и Барбуда је са 1 учесником у финалу делила 49. место са 5 бодова.
| Плас. | Земља             | 1. место | 2. место | 3. место | 4. место | 5. место | 6. место | 7. место | 8. место | Бр. финал. | Бод. |
| ----- | ----------------- | -------- | -------- | -------- | -------- | -------- | -------- | -------- | -------- | ---------- | ---- |
| =49.  | Антигва и Барбуда | 0        | 0        | 0        | 1        | 0        | 0        | 0        | 0        | 1          | 5    |

## Учесници
Мушкарци:
- Данијел Бејли — 100 м
- Брендан Кристијан — 200 м

## Резултати

### Мушкарци
| Атлетичар         | Дисциплина | Лични рекорд        | Квалификације | Квалификације | Четвртфинале | Четвртфинале | Полуфинале | Полуфинале | Финале               | Финале       | Детаљи |
| Атлетичар         | Дисциплина | Лични рекорд        | Резултат      | Место         | Резултат     | Место        | Резултат   | Место      | Резултат             | Место        | Детаљи |
| ----------------- | ---------- | ------------------- | ------------- | ------------- | ------------ | ------------ | ---------- | ---------- | -------------------- | ------------ | ------ |
| Данијел Бејли     | 100 м      | 9,91 (-0,2 м/с) НР  | 10,26 КВ      | 1. у гр 5     | 10,02 КВ     | 1. у гр 5    | 9,96 КВ    | 2. у гр 1  | 9,93                 | 4 / 90 (92)  |        |
| Брендан Кристијан | 200 м      | 20,12 (+1,6 м/с) НР | 20,81 КВ      | 1. у гр 2     | 20,58 кв     | 4. у гр 3    | 20,79      | 8. у гр 1  | Није се квалификовао | 16 / 59 (67) |        |